# أزينايدي كارلوس
أزينايدي كارلوس (بالبرتغالية: Azenaide Carlos) مواليد 14 يونيو 1990 في لواندا، هي لاعبة كرة يد أنغولية تلعب كظهير أيمن. مثلت منتخب أنغولا لكرة اليد للسيدات. شاركت في دورة الألعاب الأولمبية الصيفية سنة 2016.

## سجل المنافسة
شاركت في البطولات التالية:
- الألعاب الأولمبية الصيفية 2008
- الألعاب الأولمبية الصيفية 2012
- الألعاب الأولمبية الصيفية 2016
- بطولة العالم لكرة اليد للسيدات 2011
- بطولة العالم لكرة اليد للسيدات 2015

## روابط خارجية
- أزينايدي كارلوس على موقع الاتحاد الدولي لكرة اليد (الإنجليزية)
- أزينايدي كارلوس على موقع الاتحاد الأوروبي لكرة اليد (الإنجليزية)
- أزينايدي كارلوس على موقع اللجنة الأولمبية الدولية (الإنجليزية)
- أزينايدي كارلوس على موقع أوليمبيديا (الإنجليزية)